# Corynomalus perforatus
Corynomalus perforatus es una especie de coleóptero de la familia Endomychidae.

## Distribución geográfica
Habita en América.